# Champignon de la Versoie
Le Champignon de la Versoie, est une fontaine et une source située sur la commune de Thonon-les-Bains (Haute-Savoie).

## Toponymie
Versoie (La Versoie selon l'usage local) est un quartier de la ville de Thonon-les-Bains.
Le mot Versoie proviendrait soit du bas latin versata (aqua), versaya, verseya, versoya, signifiant « l'eau qui verse, déborde » ; soit du celtique désignant un lieu aquatique d'une certaine importance.

## Historique
La source de la Versoie connaît un certain intérêt dès le XVIe siècle, notamment par François de Sales qui souligne ses vertus sanitaires. En 1864, la source est déclarée source d'intérêt public, recevant le label d'eau minérale naturelle.
La fontaine actuelle doit son nom à sa forme, elle a été conçue et construite par l'architecte Louis Moynat en 1937.
La mosaïque en faïence, qui orne la fontaine est la création d'André Lhote, peintre français de renom. L'œuvre représente des naïades sous forme de porteuses d'eau, dans le style antique.
En 2007, cette mosaïque est restaurée par Yves Decompoix, qui a obtenu le prix régional de restauration pour ce travail.